# Проспект Красного Знамени
Проспект Красного Знамени — улица во Владивостоке.

## История
Проспект Красного Знамени во Владивостоке получил своё название в честь газеты «Красное Знамя», которая существует с 1917 года. До переименования в 1967 году он был известен как Центральный проспект. В 1970-80-х годах проспект претерпел значительные изменения, в ходе которых большая часть старых деревянных построек была заменена на современную застройку.

## Парки и скверы
- Парк альянс
- Тобольский сквер
- Некрасовский сквер
- Парк красного знамени
- Покровский парк[3]

## Транспорт
По улице проходят маршруты автобусов номер 35, номер 73, номер 55, номер 54, номер 74, номер 51, номер 82, номер 114.